# Acraea interruptana
Acraea interruptana är en fjärilsart som beskrevs av Embrik Strand 1914. Acraea interruptana ingår i släktet Acraea och familjen praktfjärilar. Inga underarter finns listade i Catalogue of Life.